# Progression harmonique (orgue)
Pour les articles homonymes, voir Progression harmonique.
La progression harmonique est une mixture inventée par Cavaillé-Coll. Son principe est d'ajouter des rangs en allant vers l'aigu, de même qu'un orchestre compte deux à trois fois plus de violons que de contrebasses, comme le disait Cavaillé-Coll pour décrire son invention. On la reconnaît aux deux chiffres romains séparés par un trait indiquant l'évolution du nombre de rangs.
Exemples :
- Fourniture II-V rangs, Cymbale II-V rangs au Grand-Orgue et Plein-Jeu III-VI rangs au Positif à Notre-Dame de Paris
- Plein-Jeu III-IV rangs au Grand-Orgue à Notre-Dame de la Croix à Paris.